# Памятник участникам локальных войн (Элиста)
Памятник участникам локальных войн — памятник, находящийся в Парке Победы в Элисте, Калмыкия. Памятник посвящён воинам из Калмыкии — участникам локальных войн и контртеррористических операций.

## История
Памятник спроектировал калмыцкий скульптор, заслуженный художник Калмыкии Николай Галушкин. Торжественное открытие памятника состоялось 15 ноября 2011 года.

## Описание
Бронзовая фигура солдата с автоматом в руках стоит на гранитном монолите весом около 21 тонны, который был привезён в Элисту из Кабардино-Балкарии.
На пьедестале расположена информационная табличка, на которой выгравирован отрывок из стихотворения Роберта Рождественского «Реквием»:

Памятник

воинам-участникам локальных войн

и контртеррористических операций.

Вспомним всех поимённо,

Горем вспомним своим…

Это нужно — не мёртвым!

Это надо — живым!

## Источник
- Известия Калмыкии, 15 апреля 2012 г., № 36—37 (5244—5245), стр. 14